# Ieke van den Burg
Ieke van den Burg (n. 6 martie 1952, Apeldoorn, Gelderland, Țările de Jos – d. 28 septembrie 2014, Amsterdam, Țările de Jos) a fost o politiciană neerlandeză și membră a Parlamentului European în perioada 1999-2004 din partea Țărilor de Jos. 
1. ↑  Ieke van den Burg, SNAC, accesat în 9 octombrie 2017
2. ↑  „Ieke van den Burg”, Freebase Data Dumps[*] Verificați valoarea |titlelink= (ajutor)
3. ↑  Deputații în Parlamentul European